# Carlos Luciano da Silva
Carlos Luciano da Silva meglio noto come Mineiro (Porto Alegre, 2 agosto 1975) è un ex calciatore brasiliano, di ruolo centrocampista.
Era un centrocampista difensivo.

## Carriera

### Club

#### Brasile
Ha vinto il Campeonato Paulista nel 2004 e nel 2005, con il São Caetano e il São Paulo, vincendo anche con quest'ultima la Copa Libertadores e il Mondiale per club FIFA nel 2005. A Yokohama, contro il Liverpool, nella finale di questa competizione, segna il gol che favorisce la vittoria del trofeo intercontinentale.

#### Germania
Il 1º gennaio 2007 viene acquistato dai tedeschi dell'Hertha Berlino. Ha debuttato 3 febbraio contro l'Amburgo. Mineiro viene impiegato molto poco nella sua stagione e mezza tra le file dei capitolini e nell'estate 2008 il suo contratto scaduto non viene rinnovato.

#### Chelsea
Rimasto svincolato per circa 3 mesi, il 24 settembre 2008 viene ingaggiato a costo zero dagli inglesi del Chelsea per sostituire Michael Essien, infortunato al ginocchio. L'esperienza non è fortunata e colleziona solo 1 presenza, il 1º novembre 2008 contro il Sunderland. Il suo contratto in scadenza al 30 giugno 2009 non viene rinnovato.

#### Schalke 04
Nell'agosto 2009 firma un contratto annuale con lo Schalke 04, e a fine stagione, con sole 7 partite disputate, non vede rinnovare il suo contratto.

#### Coblenza
Nell'estate 2011 viene acquistato dal Coblenza, club della Terza divisione tedesca.

### Nazionale
Ha debuttato nell'aprile 2001 contro il Perù. Poco impiegato con la maglia verdeoro, per lui 4 presenze e 0 gol, ottiene comunque la convocazione per i mondiali 2006, anche a causa del posto vacante dovuto all'infortunio di Edmílson, centrocampista del Barcellona. Nonostante ciò non scende mai in campo nella competizione svolta in Germania.

## Statistiche

### Cronologia presenze e reti in nazionale
| Cronologia completa delle presenze e delle reti in nazionale ― Brasile | Cronologia completa delle presenze e delle reti in nazionale ― Brasile | Cronologia completa delle presenze e delle reti in nazionale ― Brasile | Cronologia completa delle presenze e delle reti in nazionale ― Brasile | Cronologia completa delle presenze e delle reti in nazionale ― Brasile | Cronologia completa delle presenze e delle reti in nazionale ― Brasile | Cronologia completa delle presenze e delle reti in nazionale ― Brasile | Cronologia completa delle presenze e delle reti in nazionale ― Brasile |
| Data                                                                   | Città                                                                  | In casa                                                                | Risultato                                                              | Ospiti                                                                 | Competizione                                                           | Reti                                                                   | Note                                                                   |
| ---------------------------------------------------------------------- | ---------------------------------------------------------------------- | ---------------------------------------------------------------------- | ---------------------------------------------------------------------- | ---------------------------------------------------------------------- | ---------------------------------------------------------------------- | ---------------------------------------------------------------------- | ---------------------------------------------------------------------- |
| 25-4-2001                                                              | San Paolo                                                              | Brasile                                                                | 1 – 1                                                                  | Perù                                                                   | Qual. Mondiali 2002                                                    | -                                                                      | 77’                                                                    |
| 27-4-2005                                                              | San Paolo                                                              | Brasile                                                                | 3 – 0                                                                  | Guatemala                                                              | Amichevole                                                             | -                                                                      |                                                                        |
| 10-10-2006                                                             | Stoccolma                                                              | Brasile                                                                | 2 – 1                                                                  | Ecuador                                                                | Amichevole                                                             | -                                                                      | 90’                                                                    |
| 24-3-2007                                                              | Göteborg                                                               | Cile                                                                   | 0 – 4                                                                  | Brasile                                                                | Amichevole                                                             | -                                                                      | 46’                                                                    |
| 27-3-2007                                                              | Stoccolma                                                              | Ghana                                                                  | 0 – 1                                                                  | Brasile                                                                | Amichevole                                                             | -                                                                      |                                                                        |
| 1-6-2007                                                               | Londra                                                                 | Inghilterra                                                            | 1 – 1                                                                  | Brasile                                                                | Amichevole                                                             | -                                                                      | 63’                                                                    |
| 5-6-2007                                                               | Dortmund                                                               | Turchia                                                                | 0 – 0                                                                  | Brasile                                                                | Amichevole                                                             | -                                                                      | 70’                                                                    |
| 27-6-2007                                                              | Puerto Ordaz                                                           | Brasile                                                                | 0 – 2                                                                  | Messico                                                                | Coppa America 2007 - 1º turno                                          | -                                                                      |                                                                        |
| 1-7-2007                                                               | Maturín                                                                | Brasile                                                                | 3 – 0                                                                  | Cile                                                                   | Coppa America 2007 - 1º turno                                          | -                                                                      | 47’                                                                    |
| 4-7-2007                                                               | Puerto La Cruz                                                         | Ecuador                                                                | 0 – 1                                                                  | Brasile                                                                | Coppa America 2007 - 1º turno                                          | -                                                                      |                                                                        |
| 7-7-2007                                                               | Puerto La Cruz                                                         | Cile                                                                   | 1 – 6                                                                  | Brasile                                                                | Coppa America 2007 - Quarti di finale                                  | -                                                                      |                                                                        |
| 10-7-2007                                                              | Maracaibo                                                              | Uruguay                                                                | 2 – 2 dts (4 – 5 dtr)                                                  | Brasile                                                                | Coppa America 2007 - Semifinali                                        | -                                                                      |                                                                        |
| 15-7-2007                                                              | Maracaibo                                                              | Argentina                                                              | 0 – 3                                                                  | Brasile                                                                | Coppa America 2007 - Finale                                            | -                                                                      |                                                                        |
| 22-8-2007                                                              | Montpellier                                                            | Algeria                                                                | 0 – 2                                                                  | Brasile                                                                | Amichevole                                                             | -                                                                      | 64’                                                                    |
| 9-9-2007                                                               | Chicago                                                                | Stati Uniti                                                            | 2 – 4                                                                  | Brasile                                                                | Amichevole                                                             | -                                                                      |                                                                        |
| 12-9-2007                                                              | Foxborough                                                             | Messico                                                                | 1 – 3                                                                  | Brasile                                                                | Amichevole                                                             | -                                                                      |                                                                        |
| 14-10-2007                                                             | Bogotà                                                                 | Colombia                                                               | 0 – 0                                                                  | Brasile                                                                | Qual. Mondiali 2010                                                    | -                                                                      |                                                                        |
| 17-10-2007                                                             | Rio de Janeiro                                                         | Brasile                                                                | 5 – 0                                                                  | Ecuador                                                                | Qual. Mondiali 2010                                                    | -                                                                      |                                                                        |
| 18-11-2007                                                             | Lima                                                                   | Perù                                                                   | 1 – 1                                                                  | Brasile                                                                | Qual. Mondiali 2010                                                    | -                                                                      |                                                                        |
| 21-11-2007                                                             | San Paolo                                                              | Brasile                                                                | 2 – 1                                                                  | Uruguay                                                                | Qual. Mondiali 2010                                                    | -                                                                      |                                                                        |
| 31-5-2008                                                              | Seattle                                                                | Brasile                                                                | 3 – 2                                                                  | Canada                                                                 | Amichevole                                                             | -                                                                      |                                                                        |
| 6-6-2008                                                               | Boston                                                                 | Brasile                                                                | 0 – 2                                                                  | Venezuela                                                              | Amichevole                                                             | -                                                                      | 62’                                                                    |
| 15-6-2008                                                              | Montevideo                                                             | Paraguay                                                               | 2 – 0                                                                  | Brasile                                                                | Qual. Mondiali 2010                                                    | -                                                                      | 60’                                                                    |
| 18-6-2008                                                              | Belo Horizonte                                                         | Brasile                                                                | 0 – 0                                                                  | Argentina                                                              | Qual. Mondiali 2010                                                    | -                                                                      |                                                                        |
| Totale                                                                 |                                                                        | Presenze                                                               | 24                                                                     |                                                                        | Reti                                                                   | 0                                                                      |                                                                        |

## Palmarès

### Club

#### Competizioni statali
- Campionato paulista: 2

San Paolo: 2004, 2005

#### Competizioni nazionali
- Campionato brasiliano: 1

San Paolo: 2006

#### Competizioni internazionali
- Coppa Libertadores: 1

San Paolo: 2005
- Coppa del mondo per club: 1

San Paolo: 2005

### Individuale
- Bola de Prata (della rivista Placar): 3

2000, 2004, 2005